# Rio Beaver (Distrito de Thunder Bay)
 O Rio Beaver é um rio no oeste do Distrito de Thunder Bay, no noroeste de Ontário, Canadá. Faz parte da bacia de drenagem da Baía de Hudson e é um afluente direito do Rio Firesteel.

## Curso
O rio começa em um muskeg sem nome e viaja para o sul, passa pela linha principal transcontinental da Canadian Pacific Railway e pela Ontario Highway 17, depois segue para o sudoeste e chega à foz no rio Firesteel cerca de 23 quilômetros (14 mi) a oeste da comunidade de Upsala.